# 24e sessie van de Commissie voor het Werelderfgoed

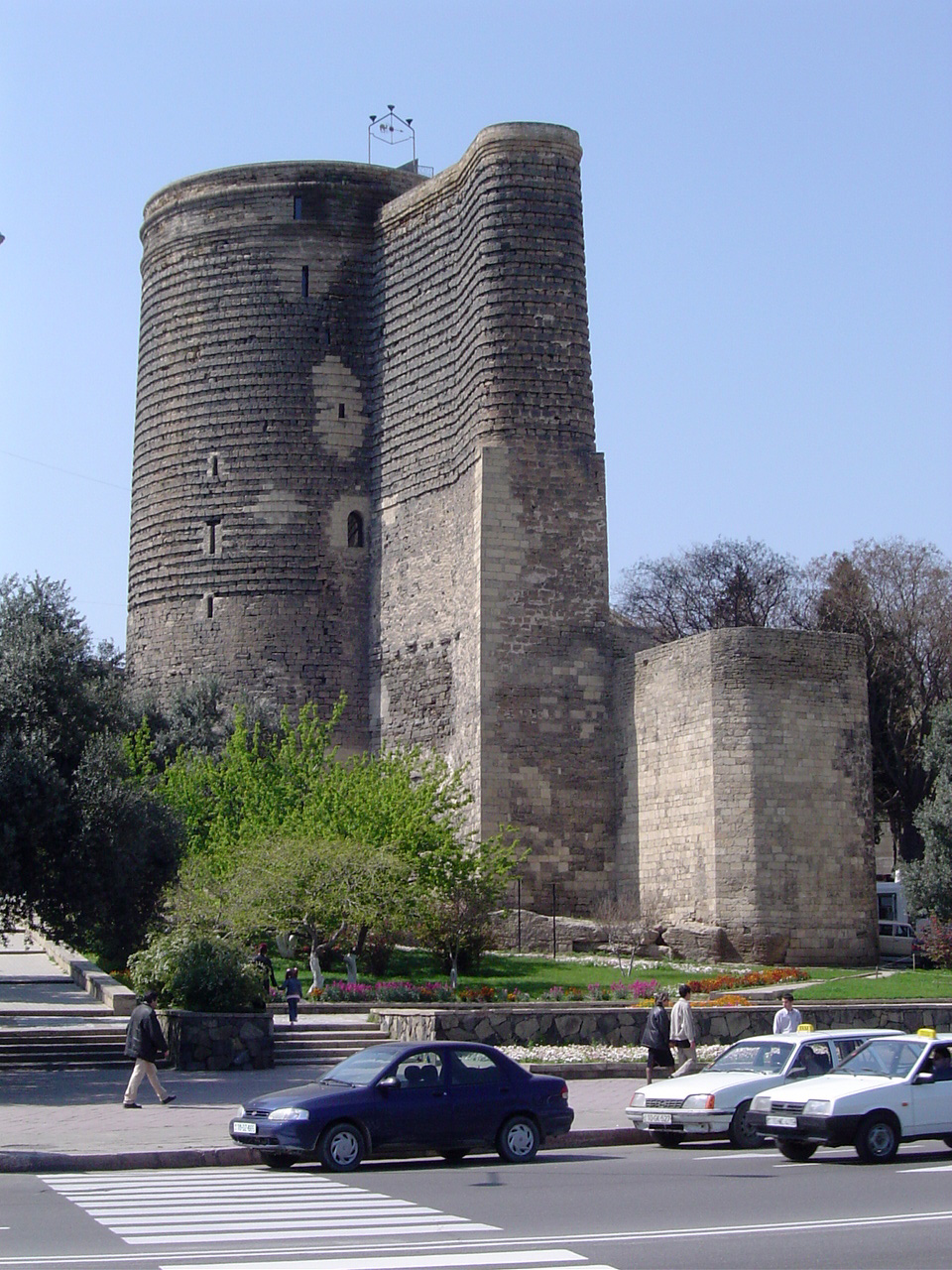
Bakoe met Paleis van de Shirvanshah en Maagdentoren in Azerbeidzjan

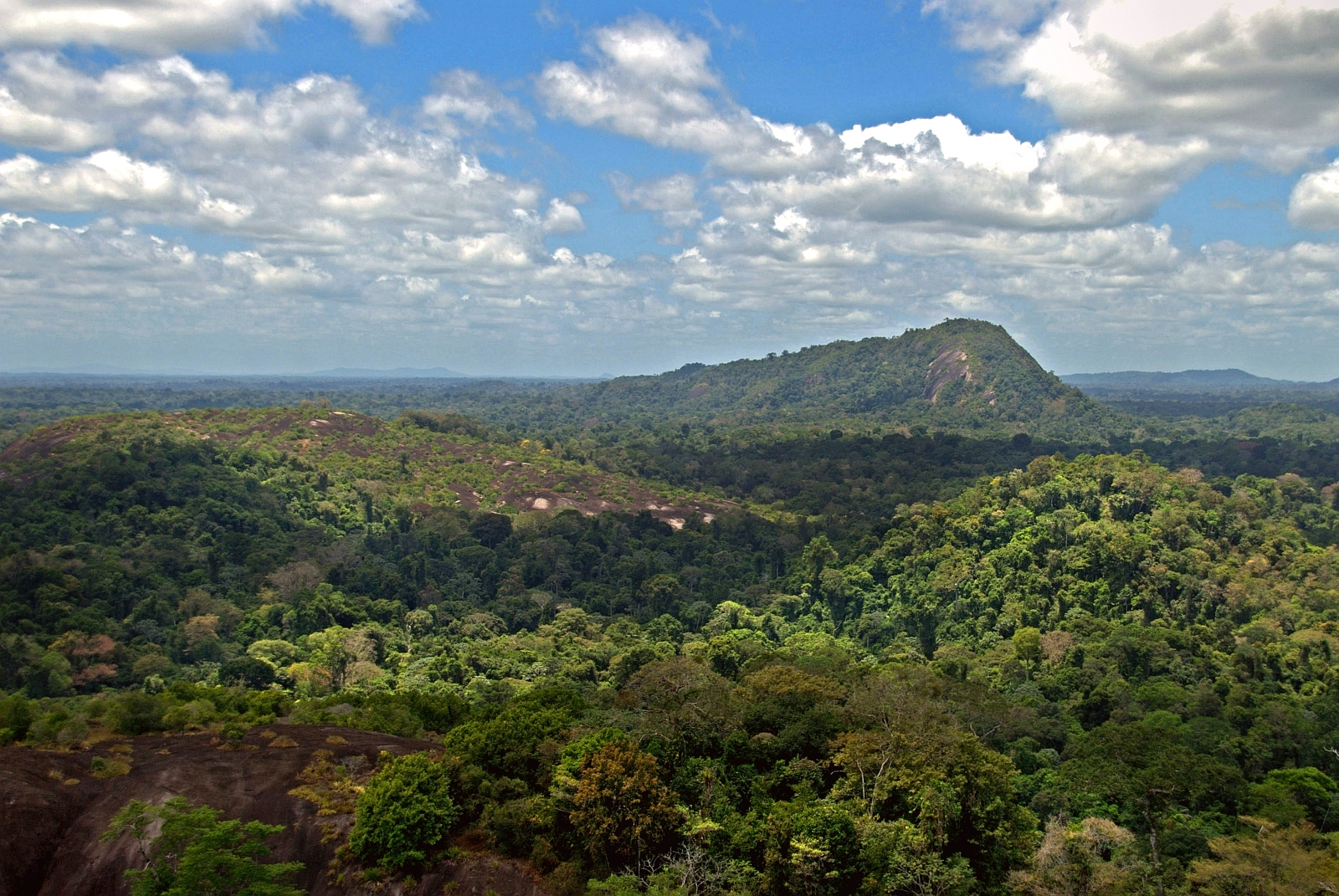
Centraal Suriname Natuurreservaat

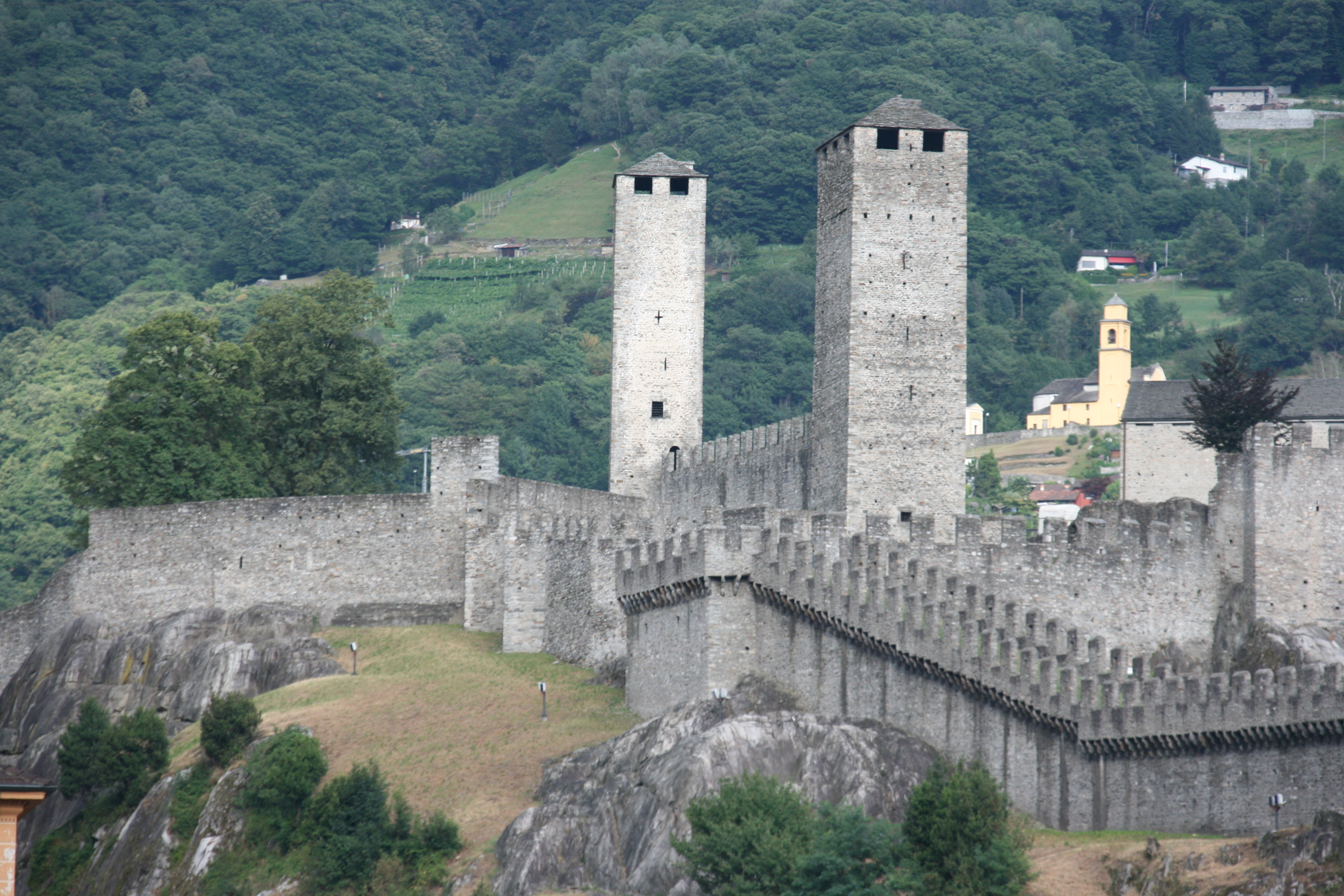
Kastelen van Bellinzona

De 24e sessie van de Commissie voor het Werelderfgoed van UNESCO vond van 27 november tot 2 december 2000 plaats in Cairns in Australië. Er werden 60 nieuwe omschrijvingen aan de werelderfgoedlijst toegevoegd. Hiervan waren 49 dossiers met betrekking tot cultureel erfgoed, 1 met betrekking tot gemengd erfgoed en 10 met betrekking tot natuursites. Het totale aantal inschrijvingen komt hiermee op 690 (528 cultureel erfgoed, 23 gemengde omschrijvingen en 139 natuurlijk erfgoed). Op de lijst van bedreigd werelderfgoed of rode lijst werden drie locaties toegevoegd.

## Wijzigingen in 2000
In 2000 zijn de volgende locaties toegevoegd:

### Cultureel erfgoed
- Argentinië: Jezuïetenkwartier en Estancias van Córdoba
- Armenië: Klooster van Geghard en de Boven-Azatvallei
- Armenië: Kathedraal en kerken van Echmiatsin en archeologisch Zvartnots
- Azerbeidzjan: Bakoe met Paleis van de Shirvanshah en Maagdentoren
- België: Historisch centrum van Brugge
- België: Herenhuizen van de architect Victor Horta (Brussel)
- België: Neolithische vuursteenmijnen in Spiennes (Bergen)
- België: Onze-Lieve-Vrouwekathedraal in Doornik
- Bolivia: Tiwanaku: spiritueel en politiek centrum van de Tiwanakucultuur
- Chili: Kerken van Chiloé
- Cuba: Archeologisch landschap van de Eerste Koffieplantages in het zuidoosten van Cuba
- Denemarken: Kasteel Kronborg
- Duitsland: Parklandschap Dessau-Wörlitz
- Duitsland: Kloostereiland Reichenau
- Frankrijk: Loirevallei tussen Sully-sur-Loire en Chalonnes-sur-Loire
- Hongarije: Vroeg-christelijke begraafplaats van Pécs (Sopianae)
- Italië: Assisi, Sint-Franciscusbasiliek en andere Franciscaanse locaties
- Italië: Verona (stad)
- Japan: Gusuku en plaatsen van het Koninkrijk Ryukyu
- Kroatië: St. Jacobuskathedraal in Šibenik
- Litouwen / Rusland: Koerse Schoorwal
- Nederland: Rietveld Schröderhuis
- Nicaragua: Ruïnes van León Viejo
- Oezbekistan: Historische centrum van Sachrisabz
- Oman: Land van de Olibanum
- Oostenrijk: Cultuurlandschap Wachau
- Peru: Historisch centrum van de stad Arequipa
- Rusland: Ensemble van het Ferapontovklooster
- Rusland: Historisch en architectonisch complex van het Kremlin van Kazan
- Senegal: Eiland Saint Louis (uitgebreid in 2007)
- Slowakije: Beschermd stadsgebied van Bardejov
- Spanje: Archeologisch ensemble van Tarraco
- Spanje: Palmeral van Elche
- Spanje: Romeinse muur van Lugo
- Spanje: Catalaanse romaanse kerken van de Vall de Boí
- Spanje: Archeologisch Atapuerca
- Tanzania: Stone Town van Zanzibar
- Tsjechië: Zuil van de Heilige Drie-eenheid in Olomouc
- Venezuela: Ciudad Universitaria de Caracas
- Verenigd Koninkrijk: Industrieel landschap Blaenavon
- China: Qingcheng en Dujiangyan-irrigatiesysteem
- China: Oude dorpen in zuidelijk Anhui - Xidi en Hongcun
- China: Grotten van Longmen
- China: Keizerlijke graven van de Ming- en Qing-dynastieen (uitgebreid in 2003 en 2004)
- Wit-Rusland: Kasteel Mir
- Zuid-Korea: Hunebedplaatsen Gochang, Hwasun en Ganghwa
- Zuid-Korea: Historische gebieden van Gyeongju
- Zweden: Agrarisch landschap van Zuid-Öland
- Zwitserland: Kastelen van Bellinzona

### Gemengd erfgoed
- Zuid-Afrika: uKhahlamba / Drakensbergen park

### Natuurerfgoed
- Argentinië: Natuurparken Ischigualasto en Talampaya
- Australië: Blue Mountains gebied
- Bolivia: Nationaal park Noel Kempff Mercado
- Brazilië: Beschermd natuurgebied van Pantanal
- Brazilië: Beschermd Centraal-Amazone gebied (uitgebreid in 2003)
- Zweden: Hoge Kust (uitgebreid in 2006 met Kvarkenarchipel in  Finland)
- Italië: Eolische eilanden
- Maleisië: Nationaal park Gunung Mulu
- Maleisië: Park Kinabalu
- Suriname: Centraal Suriname Natuurreservaat

### Uitbreidingen
In 2000 zijn de volgende locaties uitgebreid:
- Armenië: Kloosters van Haghpat en Sanahin (initieel als cultureel erfgoed erkend in 1996, nu met grotere oppervlakte)
- China: Historisch ensemble van het Potala-paleis in Lhasa (initieel erkend als cultureel erfgoed in 1994, nu uitgebreid met het Jokhangtempel-klooster)
- China: Klassieke tuinen van Suzhou (initieel erkend als cultureel erfgoed in 1997, nu met vijf bijkomende tuinen)
- Hongarije / Slowakije: Grotten van de Aggtelek Karst en Slowaakse Karst (initieel erkend als natuurerfgoed in 1995, toevoeging Dobšinská-ijsgrot)
- Kroatië: Nationaal park Plitvicemeren (initieel erkend als natuurerfgoed in 1979, nu met grotere oppervlakte)
- Vietnam: Ha Long Baai (initieel erkend als natuurerfgoed in 1994, nu met bijkomend criterium i)

### Verwijderd van de rode lijst
In 2000 zijn geen locaties verwijderd van de rode lijst.

### Toegevoegd aan de rode lijst
In 2000 werden drie locaties toegevoegd aan de lijst van bedreigd werelderfgoed of rode lijst.
- Jemen: Historisch centrum van Zabid (nog steeds op de rode lijst)
- Pakistan: Fort en Shalamartuinen in Lahore (nog steeds op de rode lijst)
- Senegal: Nationaal vogelreservaat Djoudj (eerder ook reeds van 1984 tot 1988 op de rode lijst, deze keer tot 2006 op de rode lijst)

1977 · 
1978 · 
1979 · 
1980 · 
1981 · 
1982 · 
1983 · 
1984 · 
1985 · 
1986 · 
1987 · 
1988 · 
1989 · 
1990 · 
1991 · 
1992 · 
1993 · 
1994 · 
1995 · 
1996 · 
1997 · 
1998 · 
1999 · 
2000 · 
2001 · 
2002 · 
2003 · 
2004 · 
2005 · 
2006 · 
2007 · 
2008 · 
2009 · 
2010 · 
2011 · 
2012 · 
2013 · 
2014 · 
2015 · 
2016 · 
2017 · 
2018 · 
2019 · 
2020-2021 ·
2022-2023 ·
2024 ·
2025